# Vincent Van Hemelen
Vincent Van Hemelen (Herentals, 2 november 2000) is een Belgisch wielrenner die in 2023 prof werd bij Team Flanders-Baloise.

## Carrière
In 2018 werd Van Hemelen, achter Daniel Årnes en Adne Koster, derde in de Ronde van Vlaanderen voor junioren. In zijn laatste jaar bij de beloften maakte hij de overstap naar de opleidingsploeg van Lotto Soudal. Namens dat team won hij in juni de Coppa Zappi. Een maand later was hij ook de beste in de Omloop der Zevenheuvelen, een eendagskoers in het Nederlandse amateurcircuit.
In 2023 werd Van Hemelen prof bij Team Flanders-Baloise. Zijn debuut voor de ploeg maakte hij op Mallorca, waar hij deelnam aan alle vijf de manches van de Challenge Mallorca. In augustus van dat jaar won hij het bergklassement van de Arctic Race of Norway, nadat hij op zes beklimmingen als eerste boven wist te komen.

## Overwinningen
2022
Coppa Zappi
2023
Bergklassement Arctic Race of Norway

## Resultaten in voornaamste wedstrijden
| Jaar | Ronde van Vlaanderen | Amstel Gold Race | Luik-Bast.‑Luik | Dwars door Vlaanderen | Waalse Pijl |
| ---- | -------------------- | ---------------- | --------------- | --------------------- | ----------- |
| 2023 |                      |                  | opgave          | opgave                |             |
| 2024 |                      | opgave           | opgave          |                       |             |
| 2025 | 69e                  |                  |                 | 93e                   | 63e         |

## Ploegen
- 2023 –  Team Flanders-Baloise
- 2024 –  Team Flanders-Baloise
- 2025 –  Team Flanders-Baloise

Apers · Berckmoes · Bonneu · Braet · Claeys · Clynhens · Colman · De Pestel · De Vylder · De Wilde · Dens · Fretin · Gerits · Hesters · Maris · Van Hemelen · Van Poucke · Vandenbranden · Vanhoof · Verwilst
Bonneu · Claeys · Clynhens · Colman · Craps · De Vylder · De Wilde · Dejaegher · Dens · Deweirdt · Gerits · Hesters · Maris · Van Hemelen · Van Poucke · Vandenbranden · Vandenstorme · Vandevelde · Vanhoof · Vercouillie